# Jerrel Wolfgang
Jerrel Wolfgang (Almelo, 8 januari 1984) is een Nederlandse voetballer. 

## Loopbaan
Jerrel Wolfgang werd bij de amateurs van vv Hardegarijp ontdekt door scouts van sc Heerenveen.
Wolfgang heeft in de B-junioren, de A-junioren en in de reserves van sc Heerenveen gespeeld. Tot een wedstrijd in de hoofdmacht is het nooit gekomen.
Wel is Wolfgang enkele malen geselecteerd voor Jong Oranje door bondscoach Foppe de Haan. 
In het seizoen 2005-2006 speelde Wolfgang op huurbasis bij Helmond Sport, waar hij tot elf wedstrijden kwam.
Na dit seizoen heeft Wolfgang het betaald voetbal vaarwel gezegd en is gaan voetballen bij de Friese zondag-hoofdklasser VV Sneek. Vanaf 2009 vertrok Wolfgang naar FC Den Helder. Hij stopte zijn voetballoopbaan in 2011. 